# 大宝神社
大宝神社（だいほうじんじゃ）は、滋賀県栗東市にある神社。式内社で旧社格は郷社。旧中山道沿いにある神社で、方除・厄除・健康・宝くじにご利益があるとされる。

## 祭神
- 主祭神 - 素盞鳴尊

## 歴史
当社は、大宝元年（701年）に疫病が流行した時に､小平井村信濃堂（シナンド、現・栗東市小平井）に降臨した素盞鳴尊とその妻の稲田姫命を霊仙寺村（現・栗東市霊仙寺）を経て、綣村（現・栗東市綣）の当地にあった追来神社の境内に4月8日鎮座したのがその始まりであるという。これにより疫病は鎮まったと伝えられる。
同年5月1日に社名は大宝天王宮とされ、正一位とされたという。鎮座の意は、「神社啓蒙」「和漢三才図絵」「牛頭天王暦編」等の書物に見ることができるという。大宝2年（702年）3月12日には今宮応天大神宮の神号が下されている。
永享5年（1433年）6月18日に室町幕府将軍足利義教によって311石が寄進されている。
鈎の陣で将軍足利義尚が六角高頼を攻撃した際、その陣所に当社の遥拝所を建立させたという。
天文14年（1545年）に六角定頼によって社殿の修復が行われている。
元亀2年（1571年）に織田信長によって社領が没収されたが、天正年間（1573年 - 1591年）に復興している。
元禄6年（1693年）以降は別当の神応院によって運営されるようになった。
正徳3年（1713年）には境内社34社のほか神宮寺の時宗・仏眼寺もあり、三重塔、大日堂、護摩堂、薬師堂、神楽堂、鐘桜堂、経堂等が建ち並んでいたようである。
しかし、慶応4年（1868年）3月には神仏分離によって仏眼寺と分離し、神応院も廃寺となり、4月には社名を大宝神社と改めている。
1876年（明治9年）に村社に列せられ、1881年（明治14年）に郷社に昇格している。
当社の名称が「大宝」となっているため、宝くじに当たるというご利益があるとされている。このため、宝くじ祈願のために当社を訪れる人も居る。
また、津島神社、広峰神社、八坂神社と共に日本四大天王の一社とされ、大宝天王と呼ばれる。

## 境内
- 本殿
- 中門
- 拝殿（栗東市指定有形文化財） - 室町時代再建。
- 社務所
- 表門

### 摂末社
- 追来神社（重要文化財） - 祭神：多々美彦命。地主神。式内社[5][6]。弘安6年（1284年）再建。神社はそもそもはこの地にあった追来神社の境内に創建されたものである。かつては意布伎神社や若宮権現と呼ばれていた[3]。
- 稲田姫神社（栗東市指定有形文化財） - 安土桃山時代再建。
- 八幡神社・蛭子神社
- 伊勢両大神宮
- 稲荷神社
- 市杵島神社

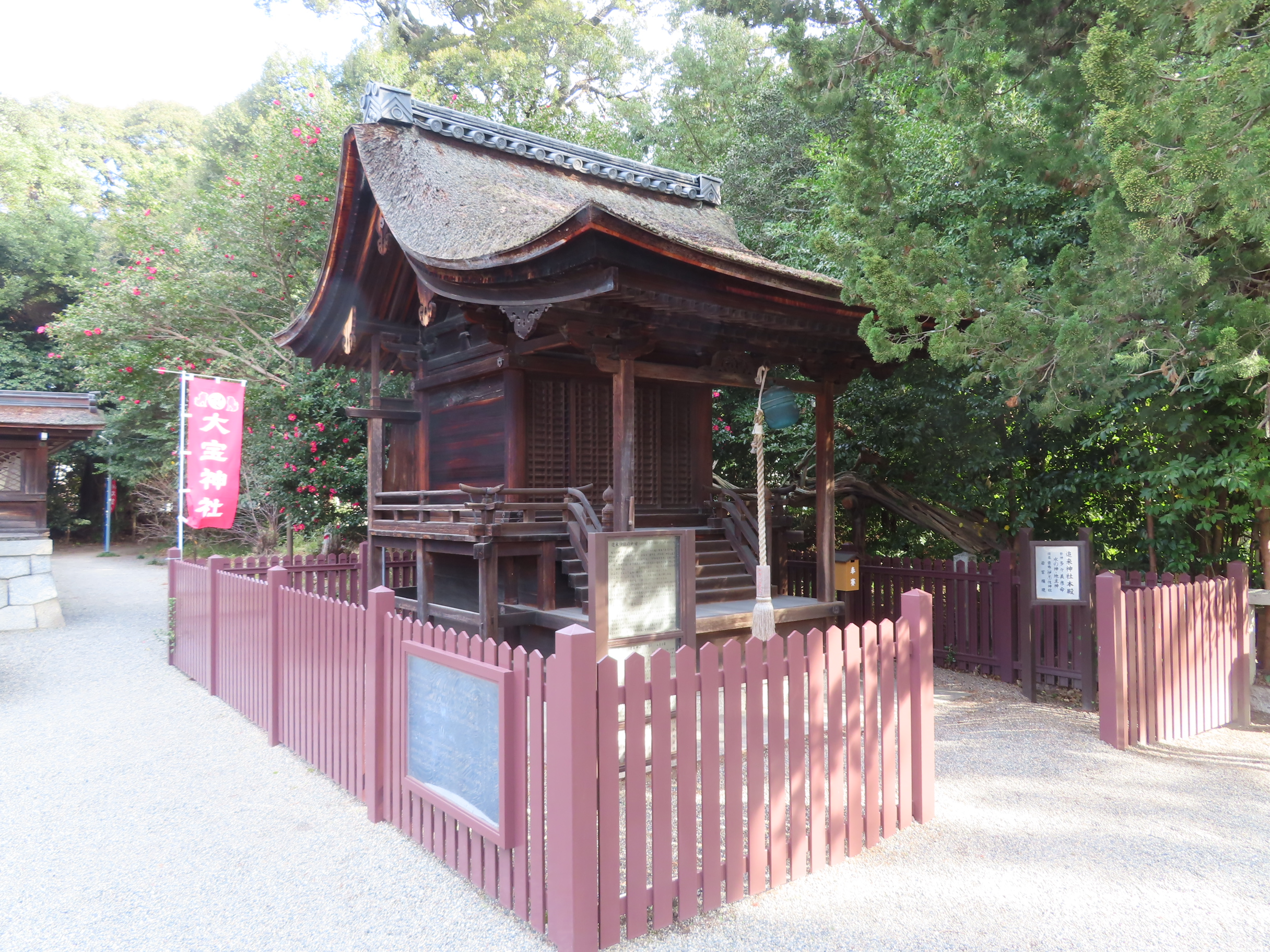
追来神社本殿

## 文化財

### 重要文化財
- 追来神社本殿 附：棟札  [5][6]
- 木造狛犬一対[2] - 京都国立博物館寄託。

### 滋賀県指定有形文化財
- 木造狛犬一対 - 栗東歴史民俗博物館寄託。

### 栗東市指定有形文化財
- 稲田姫神社本殿
- 拝殿
- 木造神像 29躯 附：宮殿 8基 - 平安時代から江戸時代。
- 石造足助楓崖碑

## 祭事
- 5月3日 - 宵宮
- 子ども綱引き大会を開催。
- 5月4日 - 例祭
  - 神輿を拝殿に据え、本殿で祝詞奏上・神楽舞の奉納、玉串奉奠の神事が行われる[7]。神事の後は御旅所へ向かい、そこで宮司らによって神事が行われる[7]。御旅所での神事の後は大宝神社へ戻る[7]。なお、祭礼行事は、村生人講・長老講・天王講の3つを中心として行われるものである[7]。
- 10月18日に近い日曜 - 相撲（）祭
  - 水利をめぐり、栗東町（現：栗東市）北中小路と守山市二町（）で争いが絶えなかったが、相撲で勝負したのがその始まりと伝えられている[8]。2021年（令和3年）開催分をもって神事相撲を除く各イベント（手作り化粧まわしなど）はすべて終了した[9]。

## 所在地
- 滋賀県栗東市綣7丁目5-5

## アクセス
公共交通機関
- JR琵琶湖線（東海道本線）栗東駅下車、徒歩10分[2]。

自動車
- 名神高速道路栗東IC下車、10分[2]。  - （駐車場：10台[2]）

## その他
- 宝くじ販売店の経営者がはずれクジで作られた千羽鶴を当社に奉納し、それのお焚き上げを行う模様が2020年（令和2年）に報じられた[10]。なお、千羽鶴は来店者が折ったものを回収したものである[10]。